# In Dub (Hallucinogen-album)
Az In Dub című dub album 2002 novemberében jelent meg. 
Az albumon Hallucinogen (Simon Posford) remixei találhatók, melyeket Ott lemezproducer készített.

## Számok
1. "Mi-Loony-Um ('A Floating Butterfly Stings Like A Bee' Mix)"
2. "Solstice ('Warwick Bassmonkey' Mix)"
3. "Gamma Goblins ('Its Turtles All The Way Down' Mix)"
4. "Spiritual Antiseptic ('Minty Fresh Confidence' Mix)"
5. "L.S.D. ('World Sheet Of Closed String' Mix)"
6. "Angelic Particles ('Buckminster Fullerine' Mix)"